# Jerónimo Gómez de Hermosilla
Jerónimo Gómez de Hermosilla (ca. 1627-1719) fue un escultor granadino afincado en la ciudad de Málaga y activo en la segunda mitad del siglo XVII y principios del XVIII. Hijo y sobrino, respectivamente, de los hermanos escultores Juan y Antonio Gómez. Fue figura destacadísima de la escultura barroca malagueña, cuya andadura cruza la frontera entre las dos centurias.

## Biografía
Nacido en Granada hacia 1627, desarrolla su formación artística junto a su padre y su tío, y la completará en el taller del escultor José Micael y Alfaro en Málaga, entre 1639-1641, quién en su segundo testamento (1650), ordena entregarle como "maestro del arte de escultor toda la herramienta que yo tengo del dicho arte, papeles y demás cosas pertenecientes a él". Algunos años después, Jerónimo Gómez se convertiría en uno de los artífices de esculturas, arquitecturas efímeras y retablos más prolíficos de la ciudad, prolongando la vigencia del apellido familiar casi hasta la segunda década del siglo XVIII.  
A la llegada de su coetáneo Pedro de Mena a la ciudad de Málaga en 1658, la trayectoria de Gómez de Hermosilla estaba plenamente asentada, siendo un artista reconocido, con clientela estable y estilo definido por lo que no tuvo aparentes contactos formativos con su taller, logrando mantener su presencia con destacado prestigio en la esfera local, hasta su fallecimiento en 1719.

## Trayectoria profesional
Este distinguido artista, conocido por su talento en la creación de imágenes y retablos, colaboró estrechamente con el escultor y arquitecto en madera José Fernández de Ayala (c. 1653-1692). Juntos llevaron a cabo importantes encargos oficiales que incluían elaborados dispositivos efímeros para las suntuosas ceremonias fúnebres de la época barroca, así como la decoración de espacios urbanos durante festividades y conmemoraciones destacadas, como el Corpus Christi. Entre sus obras más controvertidas se encuentra el retablo-tabernáculo construido en la Capilla Mayor de la Catedral de Málaga entre 1689 y 1691. Estos logros le valieron una sólida reputación en la escena artística local de la época, y en 1688 ya ostentaba el prestigioso cargo de Maestro Mayor de Obras de la Catedral y de Fábricas del Obispado.
Jerónimo Gómez y José Fernández de Ayala se convirtieron en los principales impulsores de la arquitectura en madera en Málaga durante el último cuarto del siglo XVII y los primeros años del siglo XVIII.
El renombre alcanzado por su taller se evidencia en la cantidad de encargos importantes que emprendió en ese período. Entre ellos se encuentran las esculturas del tabernáculo del templo catedralicio, la sillería coral del Convento de la Merced en 1668 y los tornavoces de los púlpitos de la catedral, que fueron tallados en 1677.

### Período de madurez
Será necesario aguardar hasta finales del siglo XVII y principios del XVIII para presenciar las últimas obras conocidas en arquitectura en madera de, un ya entrado en vejez, Jerónimo Gómez. De esta manera, en 1696 se le encarga tanto la construcción del retablo del altar mayor de la capilla de Santa Lucía en la capital, como la creación de la imagen de la misma Santa, para reemplazar una pieza anterior de menor tamaño. Desafortunadamente, la totalidad de la capilla fue destruida como consecuencia de las desamortizaciones sufridas a lo largo de la historia, encontrándose dicha capilla en la actual calle santa Lucía, entre calle Granada y la Parroquia de los Santos Mártires, en el centro de la ciudad.
En los años finales del maestro Jerónimo Gómez de Hermosilla, su destacado taller emprenderá una de las obras más ambiciosas de su trayectoria, esto es, la creación del retablo principal de la Parroquia del Sagrario. Este encargo se llevó a cabo como parte de las renovaciones realizadas en el templo a principios del siglo XVIII, reemplazando así al retablo anterior realizado por Pedro de Moros en el siglo XVI. Esta obra representa uno de los primeros ejemplos que afectarán a una considerable parte de la arquitectura religiosa malagueña, marcando la sistemática sustitución (y en muchos casos, desaparición) de los retablos proto-renacentistas, romanistas y manieristas ejecutados durante los siglos XVI y parte del XVII.
A pesar de que no se han descubierto documentos que confirmen de manera definitiva la autoría de Gómez de  Hermosilla en el retablo, hay diversas pruebas que respaldan que es obra de su producción, tal y como muestran los diversos encargos menores que recibió desde 1678 hasta 1687 por parte de la Archicofradía del Santísimo Sacramento que, junto con la ayuda del obispo Fray Francisco de San José, fue la impulsora del retablo. Asimismo, se ha advertido su contribución en la conclusión de la talla del retablo, previo a su dorado en 1716. Estos hechos, junto con el análisis de los restos escultóricos del propio retablo, brindan una sólida base para atribuir con certeza el trabajo al maestro malagueño.

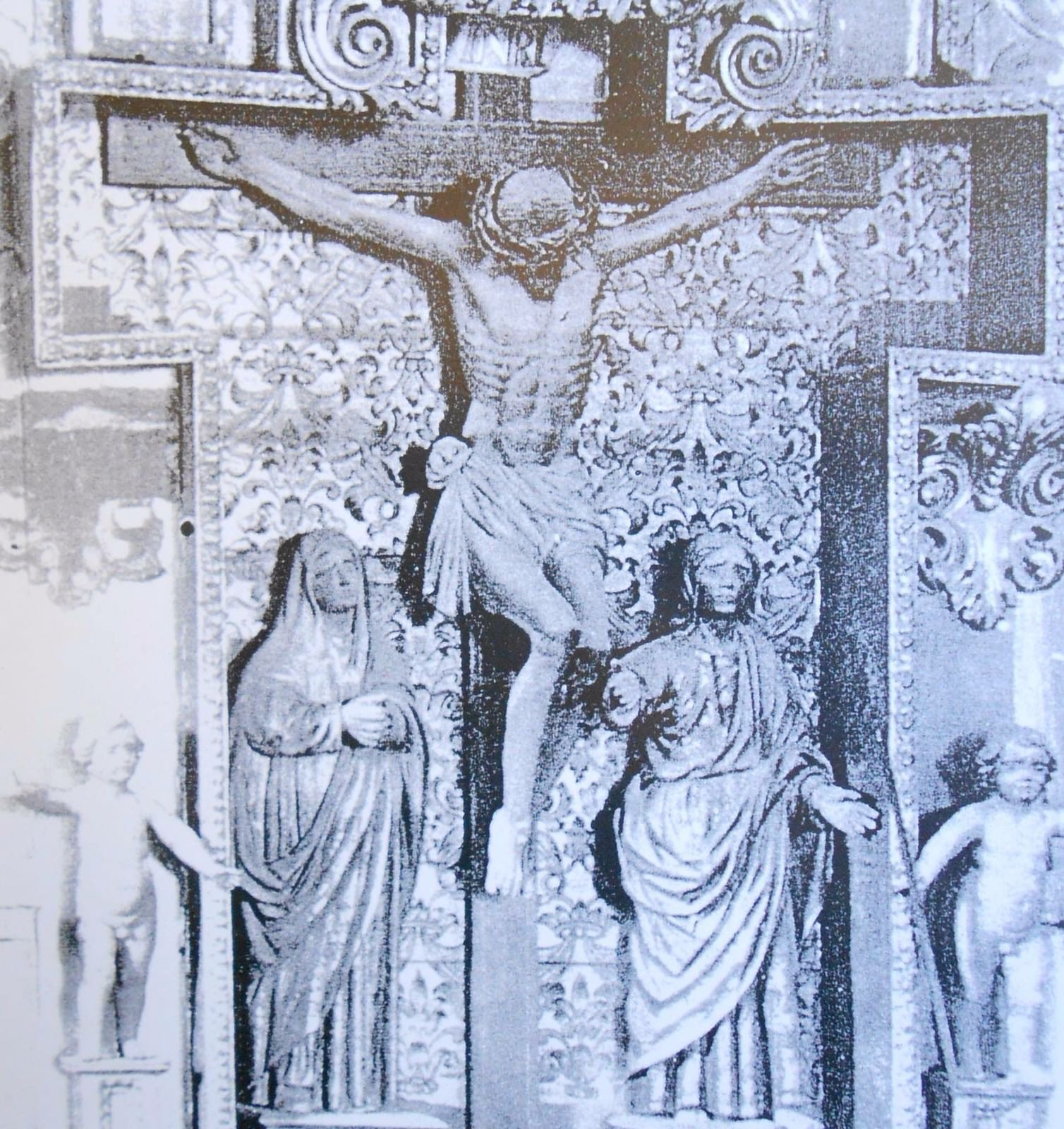
Antiguo Calvario del retablo de la Parroquia del Sagrario, atribuido a Jerónimo Gómez de Hermosilla (h. 1678-1716)

Este regio retablo desapareció en las contiendas de 1936, conservándose únicamente el Cristo Crucificado -con las extremidades inferiores parcialmente seccionadas- que formaba parte del misterio de un Calvario en el ático del retablo; y la figura del Padre Eterno, que remataba dicho ático. A partir de ese momento, el mencionado Crucificado ganó gran devoción entre la población malagueña, creándose en 1939 la Cofradía Nacional del Santísimo Cristo Mutilado, hoy en día, Cofradía de la Clemencia.

## Trayectoria familiar
Su padre Juan, y su tío Antonio Gómez, difundieron el estilo del maestro Pablo de Rojas por distintas provincias andaluzas y fortalecieron el horizonte plástico del círculo escultórico de la capital. La actividad malagueña de Antonio Gómez se registra hacia 1601-1624 y la de Juan Gómez entre 1615-1629, llenando la totalidad del primer tercio del Seiscientos. Los hermanos Gómez tomaron la decisión de establecer un taller permanente en Málaga. No obstante, los registros históricos revelan que ambos, especialmente Antonio, llevaban a cabo su actividad profesional tanto en Málaga como en Granada de manera simultánea.
Lamentablemente, la abundante producción escultórica de los hermanos, ampliamente conocida y documentada, sufrió su práctica desaparición debido a los eventos históricos del siglo XIX, 1931 y 1936. Sin embargo, una afortunada excepción es un crucificado obra de Antonio Gómez, denominado Cristo del Amparo. Esta escultura fue encargada personalmente por Tomás de Borja, obispo de Málaga entre 1600 y 1603, quien la donó a la Catedral de Málaga antes de su ascenso al arzobispado de Zaragoza. En la actualidad, se encuentra en la capilla que lleva su nombre, en el interior de la propia Catedral.

## Obra

### Arquitectura y retablos
- Relieves del retablo mayor del Santuario de Santa María de la Victoria de Málaga (1620-1661). Trabajó junto con Luis Ortiz de Vargas, en el apartado retablístico, José Micael y Alfaro, igualmente en los relieves, y Luis de Zayas, en la policromía (Atribución).[21]
- Sillería del coro del convento de la Merced (1668). Desaparecida en la quema de conventos de 1931.
- Retablo mayor de la Parroquia de Santiago (1676). Motivos ornamentales, esculturas, ensamblaje y arquitectura. Desaparecido en los sucesos de 1936.[22]
- Tornavoces de los púlpitos de la Santa Iglesia Catedral Basílica de la Encarnación de Málaga (1677). Desaparecidos en los sucesos de 1936. Reproducidas actualmente, conforme al diseño original.[23]
- Retablo mayor de la Parroquia del Sagrario (h. 1678-1716). Desaparecido en 1936 (Atribución).
- Retablo-tabernáculo de la Capilla Mayor de la Santa Iglesia Catedral Basílica de la Encarnación de Málaga (1689-1691) junto con el arquitecto José Fernández de Ayala. Quedó sin dorar y, en 1769, se decidió desmontarlo, para emplear sus fragmentos en los nuevos retablos que se pensaban construir en diferentes capillas del templo.[24]
- Retablo del altar mayor de la capilla de Santa Lucía y talla de la imagen de Santa Lucía (1696). Desaparecidos.

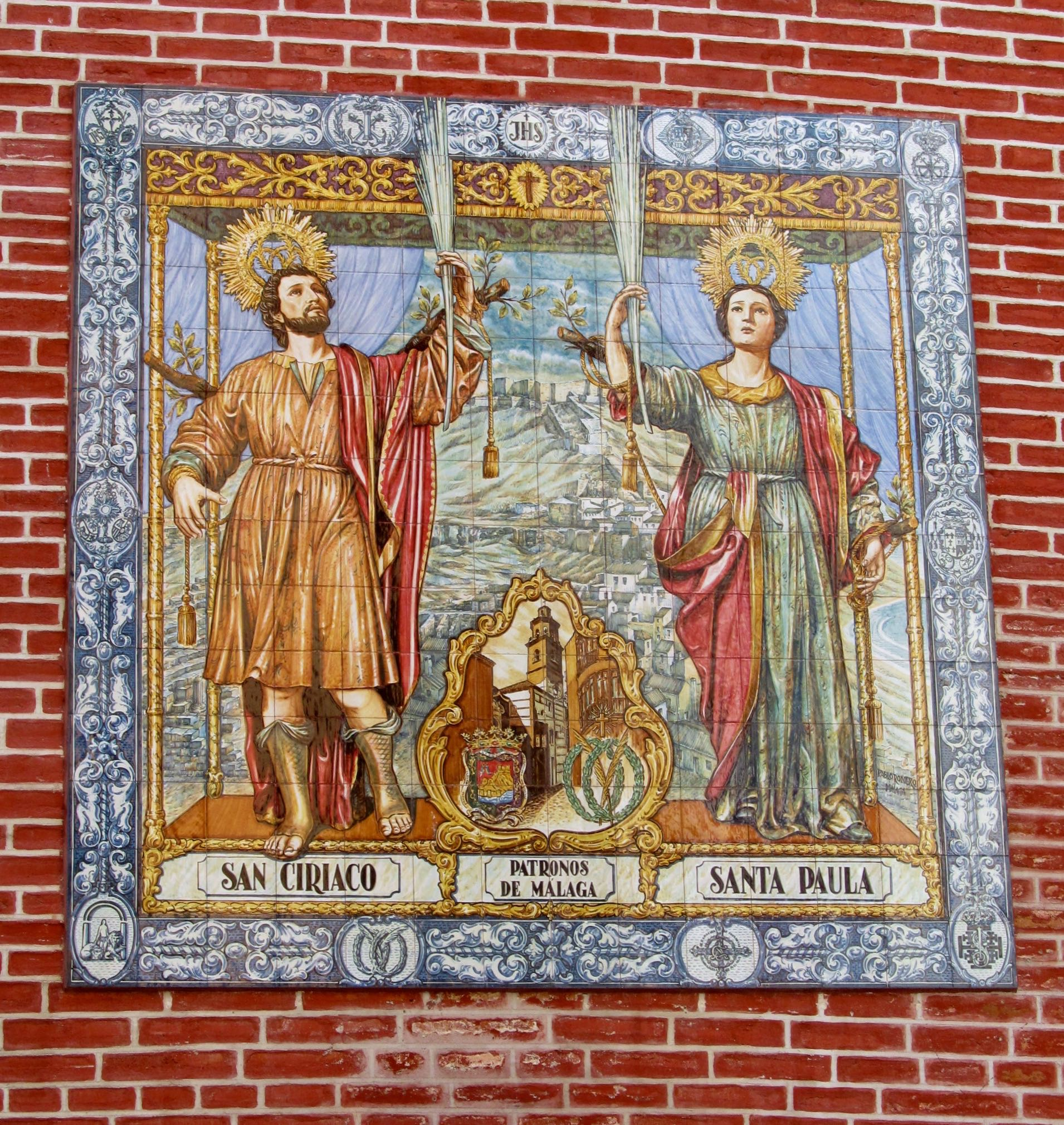
Santos Mártires Ciriaco y Paula. Azulejo en la facha de la Iglesia de los Santos Mártires (Málaga)

### Esculturas
- Santos Ciriaco y Paula (c. 1689-1691). Parroquia de los Santos Mártires (Málaga). Procedentes del antiguo y monumental retablo-tabernáculo de la Catedral de Málaga. Los Santos fueron depositados en la Parroquia de los Santos Mártires, por el Cabildo Catedralicio, después de la Guerra Civil.[24]
- San Luis de Tolosa (c. 1689-1691). Santa Iglesia Catedral Basílica de la Encarnación (Málaga). Procedente del antiguo tabernáculo de la misma Catedral.[24]
- San Juanito (c.1690). Fondos artísticos del Obispado de Málaga. Procedente del desaparecido Museo de Arte Sacro de la Abadía Cisterciense de Santa Ana (Atribución).[25]
- San Sebastián (finales del siglo XVII). Capilla de San Sebastián. Santa Iglesia Catedral Basílica de la Encarnación (Málaga) (Atribución).[26]
- Virgen de Belén (finales del siglo XVII). Santuario de Santa María de la Victoria (Málaga).[27]
- Santísimo Cristo de la Clemencia (h. 1678-1716). Parroquia del Sagrario (Málaga). Cofradía del Mutilado. En sus inicios, este Crucificado fue concebido para presidir el ático del retablo mayor de la Parroquia del Sagrario, formando un calvario junto con otras dos imágenes suyas. Tras los actos vandálicos y anticlericales que se sucedieron durante la persecución religiosa en el contexto histórico de la guerra civil española, de aquel retablo, únicamente quedó en pie el prodigioso crucificado de Gómez de Hermosilla, aunque con sus extremidades inferiores parcialmente seccionadas, de ahí que se conociera, a partir de ese momento, con el sobrenombre de Mutilado.[28]